# Яковлево (Белозерский район)
Яковлево — деревня в Белозерском районе Вологодской области.
Входит в состав Антушевского сельского поселения. С 1 января 2006 года и до 1 июня 2015 года входило в состав Гулинского сельского поселения.
Расположена на берегу Азатского озера. Расстояние по автодороге до районного центра Белозерска составляет 27 км, до центра муниципального образования деревни Никоновская — 18 км. Ближайшие населённые пункты — Антоново, Кема, Черково.

## Население
Население по данным переписи 2002 года — 19 человек.
| 2010 |
| ---- |
| 9    |